# Evangelista Santos
Evangelista Santos (Curitiba, 12 dicembre 1977) è un lottatore di arti marziali miste brasiliano ed ex membro dell'accademia Chute Boxe. Ha combattuto nelle promozioni Strikeforce, Pride Fighting Championships, Cage Rage, International Vale Tudo Championships, Pancrase, Jungle Fight e World Victory Road in tre diverse categorie di peso.
È stato un contendente al titolo dei pesi mediomassimi della promozione britannica Cage Rage sia nel 2006 che nel 2007, contendente al titolo dei pesi welter Strikeforce nel 2011 e contendente al titolo dei pesi welter Gringo SF nel 2014, venendo sempre sconfitto in tali occasioni.
È l'ex marito della campionessa di MMA Cristiane Justino, anch'essa nota con il soprannome Cyborg.

## Carriera nelle arti marziali miste

### Primi anni
Santos debuttò professionalmente nelle arti marziali miste quando aveva vent'anni, ottenendo nei suoi primi due match un record di 2-0, prima di perdere per KO tecnico contro la leggenda brasiliana Jose Landi-Jons. 
Dopo aver vinto due incontri consecutivi nella promozione Cage Rage, ritornò in Brasile dove ottenne un'altra vittoria contro il futuro campione dei pesi medi KSW Michal Materl per knockout. Successivamente si scontro con il kickboxer surinamese Melvin Manhoef per il titolo dei pesi leggeri Cage Rage, perdendo però l'incontro per KO. Dopo la sconfitta riuscì ad ottenere altre due vittorie, tra queste una decisione per maggioranza contro il veterano della UFC Francis Carmont.

### Pride FC e World Victory Road
Evangelista passò alla promozione giapponese Pride FC, dove perse il suo primo match contro Kazuhiro Nakamura per sottomissione. Al suo secondo match riuscì a sottomettere, con una rear-naked choke, il boxer professionista Yosuke Nishijima.
Dopo essere stato sconfitto da James Zikic in un match valido per il titolo dei pesi mediomassimi Cage Rage e da Gegard Mousasi per KO tecnico, Santos decise di passare alla promozione World Victory Road. Al suo debutto sfidò Makoto Takimoto, vincendo l'incontro applicando una chiave articolare al tallone, mentre al suo secondo match si infortunò ad un braccio perdendo il match per KO tecnico contro Siyar Bahadurzada.

### Strikeforce
Il 19 giugno del 2009, Evangelista debuttò nella federazione Strikeforce, all'evento Strikeforce Challengers: Villasnor vs. Cyborg dove perse il match contro l'ex campione dei pesi medi KOTC Joey Villasenor per decisione non unanime. Subito dopo affrontò e sconfisse Marius Zaromskis ottenendo la possibilità di sfidare Nick Diaz per il titolo dei pesi welter Strikeforce reso vacante. Il match finì in favore di Nick Diaz che riuscì ad applicare un armbar al secondo round.
Al suo prossimo incontro doveva vedersela contro Paul Daley per l'evento Strikeforce: Fedor vs. Henderson, ma fu costretto a rinunciare dopo aver subito un infortunio alla spalla. Il 10 settembre affrontò Jordan Mein al Grand Prix Strikeforce: Barnett vs. Kharitonov. Dopo una sfida equilibrata, Mein riuscì ad ottenere un'ottima posizione dominante al tappeto dove mandò a segno numerose gomitate al volto di Santos; non riuscendo più a difendersi in modo intelligente l'arbitro decise di porrà fine all'incontro decretando Mein vincitore per KO tecnico.
Dopo un lungo periodo di inattività chiese ed ottenne il rilasciato dalla Strikeforce.

### Legacy Fighting Championship e Gringo Super Fight
Il 1º febbraio del 2013, Evangelista doveva affrontare Pete Spratt all'evento Legacy Fighting Championship 17. Tuttavia, Santos subì un infortunio in allenamento e venne rimpiazzato da Dan Hornbuckle.
Il 28 aprile del 2014 sfidò nel suo ultimo match in carriera Melvin Manhoef, per il titolo dei pesi welter Gringo Super Fight. Santos venne messo KO al primo round e dopo la sconfitta annunciò il suo ritiro dalla arti marziali miste.

### Bellator MMA
Il 1º marzo del 2016 firmò un contratto con la Bellator MMA. Santos debuttò ufficialmente il 22 aprile nella card principale dell'evento Bellator 153 in un match nella categoria dei pesi welter, dove sconfisse Brennan Ward per sottomissione al primo round. Successivamente decise di accettare l'incontro con Saad Awad il 14 maggio, perdendo per KO tecnico.
Nel suo prossimo match, datato 16 luglio, dovette vedersela con l'imbattuto inglese Michael Page, dal quale venne sconfitto per KO al secondo round con una ginocchiata in salto. In seguito all'evento, Santos fu ricoverato presso un ospedale di Londra, dove fu scoperto che aveva subito uno sfondamento dell’osso frontale del cranio per via della ginocchiata subita. Il 27 luglio, nella città di Houston, Cyborg si sottopose ad un intervento di sette ore per riparare la frattura. Nonostante il grave incidente, il lottatore brasiliano affermò di voler tornare a combattere dopo la sua guarigione.

## Risultati nelle arti marziali miste
| Risultato | Record | Avversario        | Metodo                               | Evento                                         | Data              | Round | Tempo | Luogo                    | Note                                          |
| --------- | ------ | ----------------- | ------------------------------------ | ---------------------------------------------- | ----------------- | ----- | ----- | ------------------------ | --------------------------------------------- |
| Sconfitta | 21-18  | Michael Page      | KO (ginocchiata in salto)            | Bellator 158                                   | 16 luglio 2016    | 2     | 4:31  | Londra, Inghilterra      |                                               |
| Sconfitta | 21-17  | Saad Awad         | KO Tecnico (pugni)                   | Bellator 154                                   | 14 maggio 2016    | 1     | 4:31  | San Jose, Stati Uniti    |                                               |
| Vittoria  | 21-16  | Brennan Ward      | Sottomissione (heel hook)            | Bellator 153                                   | 22 aprile 2016    | 1     | 0:30  | Uncasville, Stati Uniti  |                                               |
| Vittoria  | 20-16  | Artenas Young     | Decisione (unanime)                  | Legacy FC 50                                   | 22 gennaio 2016   | 3     | 5:00  | Houston, Stati Uniti     |                                               |
| Sconfitta | 19-16  | Melvin Manhoef    | KO Tecnico (pugni)                   | Gringo SF 10: Cyborg vs. Manhoef               | 27 aprile 2014    | 1     | 0:46  | Rio de Janeiro, Brasile  | Per il titolo dei Pesi Welter Gringo SF       |
| Vittoria  | 19-15  | Elton Rodrigues   | KO Tecnico (pugni)                   | Warriors of God                                | 17 agosto 2013    | 1     | 1:37  | Uberlândia, Brasile      |                                               |
| Sconfitta | 18-15  | Jordan Mein       | KO Tecnico (gomitate)                | Strikeforce: Barnett vs. Kharitonov            | 20 settembre 2011 | 3     | 3:18  | Cincinnati, Stati Uniti  |                                               |
| Sconfitta | 18-14  | Nick Diaz         | Sottomissione (armbar)               | Strikeforce: Diaz vs. Cyborg                   | 29 gennaio 2011   | 2     | 4:50  | San Jose, Stati Uniti    | Per il titolo dei Pesi Welter Strikeforce     |
| Vittoria  | 18-13  | Marius Žaromskis  | KO Tecnico (pugni)                   | Strikeforce: Los Angeles                       | 16 giugno 2010    | 1     | 2:38  | Los Angeles, Stati Uniti | Passa ai Pesi Welter                          |
| Vittoria  | 17-13  | Daniel Zarate     | KO Tecnico (calcio in testa e pugni) | Samurai Fight Combat 2                         | 12 dicembre 2009  | 1     | 1:41  | Curitiba, Brasile        |                                               |
| Sconfitta | 16-13  | Joey Villaseñor   | Decisione (non unanime)              | Strikeforce Challengers: Villasenor vs. Cyborg | 19 giugno 2009    | 3     | 5:00  | Kent, Stati Uniti        | Debutto in Strikeforce                        |
| Sconfitta | 16-12  | Siyar Bahadurzada | KO Tecnico (infortunio al braccio)   | World Victory Road Presents: Sengoku 5         | 28 settembre 2008 | 1     | 0:35  | Tokyo, Giappone          |                                               |
| Vittoria  | 16-11  | Makoto Takimoto   | Sottomissione (chiave al tallone)    | World Victory Road Presents: Sengoku 1         | 5 marzo 2008      | 1     | 4:51  | Tokyo, Giappone          |                                               |
| Sconfitta | 15-11  | Gegard Mousasi    | KO Tecnico (pugni)                   | HCF: Destiny                                   | 1 febbraio 2008   | 1     | 3:42  | Calgary, Canada          | Passa ai Pesi Medi                            |
| Sconfitta | 15-10  | James Zikic       | Decisione (unanime)                  | Cage Rage 21: Judgement Day                    | 21 aprile 2007    | 5     | 5:00  | Londra, Inghilterra      | Per il titolo dei Pesi Mediomassimi Cage Rage |
| Vittoria  | 15-9   | Yosuke Nishijima  | Sottomissione (rear-naked choke)     | Pride Final Conflict Absolute                  | 10 settembre 2006 | 1     | 3:24  | Saitama, Giappone        |                                               |
| Sconfitta | 14-9   | Kazuhiro Nakamura | Sottomissione (keylock)              | Pride Critical Countdown Absolute              | 1 luglio 2006     | 1     | 4:49  | Saitama, Giappone        | Debutto in Pride                              |
| Vittoria  | 14-8   | Francis Carmont   | Decisione (maggioranza)              | WFC: Europe vs. Brazil                         | 20 maggio 2006    | 3     | 5:00  | Capodistria, Slovenia    |                                               |
| Vittoria  | 13-8   | Roberto Godoi     | Decisione (unanime)                  | Showfight 4                                    | 6 aprile 2006     | 3     | 5:00  | San Paolo, Brasile       |                                               |
| Sconfitta | 12-8   | Melvin Manhoef    | KO (pugni)                           | Cage Rage 15: Adrenalin Rush                   | 4 febbraio 2006   | 2     | 3:51  | Londra, Inghilterra      | Per il titolo dei Pesi Mediomassimi Cage Rage |
| Vittoria  | 12-7   | Michal Materla    | KO Tecnico (pugni)                   | Jungle Fight 5                                 | 26 novembre 2005  | 2     | 2:03  | Manaus, Brasile          |                                               |
| Vittoria  | 11-7   | Darren Little     | KO Tecnico (stop dall'angolo)        | Cage Rage 13: No Fear                          | 10 settembre 2005 | 1     | 0:55  | Londra, Inghilterra      |                                               |
| Vittoria  | 10-7   | Kassim Annan      | Sottomissione (calci)                | Meca World Vale Tudo 12                        | 9 luglio 2005     | 1     | 3:43  | Rio de Janeiro, Brasile  |                                               |
| Vittoria  | 9-7    | Mark Epstein      | KO Tecnico (pugni)                   | Cage Rage 11: Face Off                         | 30 aprile 2005    | 1     | 2:16  | Londra, Inghilterra      |                                               |
| Sconfitta | 8-7    | Antony Rea        | KO Tecnico (pugni)                   | Cage Rage 10: Deliverance                      | 26 febbraio 2005  | 2     | 1:55  | Londra, Inghilterra      |                                               |
| Sconfitta | 8-6    | Yuri Kondo        | Decisione (unanime)                  | Pancrase: Brave 10                             | 7 novembre 2004   | 3     | 5:00  | Tokyo, Giappone          |                                               |
| Sconfitta | 8-5    | Claudio Godoi     | KO Tecnico (pugni)                   | Conquista Fight 1                              | 20 dicembre 2003  | 3     | 2:23  | Bahia, Brasile           |                                               |
| Vittoria  | 8-4    | Lucas Lopes       | KO Tecnico (pugni e low kick)        | Jungle Fight 1                                 | 13 settembre 2003 | 2     | 4:08  | Manaus, Brasile          |                                               |
| Sconfitta | 7-4    | Mauricio Rua      | KO Tecnico (pugni)                   | Meca World Vale Tudo 9                         | 1 agosto 2003     | 1     | 8:12  | Rio de Janeiro, Brasile  |                                               |
| Vittoria  | 7-3    | Gabriel Santos    | KO (ginocchiata)                     | K-NOCK                                         | 23 luglio 2003    | 1     | 1:01  | Rio de Janeiro, Brasile  |                                               |
| Vittoria  | 6-3    | Osami Shibuya     | KO (pugno)                           | Pancrase: Hybrid 5                             | 18 maggio 2003    | 1     | 1:20  | Yokohama, Giappone       |                                               |
| Vittoria  | 5-3    | Silvio de Souza   | KO (pugno)                           | Meca World Vale Tudo 7                         | 8 novembre 2002   | 1     | 0:10  | Curitiba, Brasile        |                                               |
| Sconfitta | 4-3    | Angelo Araujo     | KO Tecnico (pugni)                   | IVC 14: USA vs Brazil                          | 11 novembre 2001  | 1     | 8:46  | Caracas, Venezuela       |                                               |
| Vittoria  | 4-2    | Jefferson Silva   | KO (pugno)                           | IVC 14: USA vs Brazil                          | 11 novembre 2001  | 1     | 2:28  | Caracas, Venezuela       |                                               |
| Vittoria  | 3-2    | Aaron Sullivan    | KO Tecnico (pugni)                   | IVC 14: USA vs Brazil                          | 11 novembre 2001  | 1     | 0:13  | Caracas, Venezuela       |                                               |
| Sconfitta | 2-2    | Jorge Magalhaes   | Decisione (unanime)                  | Heroes 2                                       | 30 giugno 2001    | 1     | 12:00 | Rio de Janeiro, Brasile  |                                               |
| Sconfitta | 2-1    | Jose Landi-Jons   | KO Tecnico (pugni)                   | BVF 8: Campeonato Brasileiro de Vale Tudo 2    | 20 novembre 1997  | 1     | 8:18  | Brasile                  |                                               |
| Vittoria  | 2-0    | Adriano Verdelli  | Sottomissione (pugni)                | BVF 8: Campeonato Brasileiro de Vale Tudo 2    | 20 novembre 1997  | 1     | 1:56  | Brasile                  |                                               |
| Vittoria  | 1-0    | Roberto Pereira   | Sottomissione (rear-naked choke)     | BVF 8: Campeonato Brasileiro de Vale Tudo 2    | 20 novembre 1997  | 1     | 2:34  | Brasile                  |                                               |